# Контрада Риденте (Месина)
Контрада Риденте је насеље у Италији у округу Месина, региону Сицилија.
Према процени из 2011. у насељу је живело 18 становника. Насеље се налази на надморској висини од 34 м.